# Покрајински избори у Војводини 2020.
Избори за посланике у Скупштину Аутономне Покрајине Војводине 2020. су одржани 21. јуна заједно са изборима за народне посланике Републике Србије.

## Проглашене листе
Покрајинска изборна комисија (ПИК) је прогласила следеће листе:
1. Александар Вучић – За нашу децу. (Српска напредна странка, Партија уједињених пензионера Србије, Социјалдемократска партија Србије, Покрет социјалиста, Српски покрет обнове, Српска народна партија, Покрет снага Србије).
2. Ивица Дачић – „Социјалистичка партија Србије (СПС), Јединствена Србија (ЈС) – Драган Марковић Палма”
3. Др Војислав Шешељ – Српска радикална странка
4. Савез војвођанских Мађара - Иштван Пастор
5. Војвођански фронт (Лига социјалдемократа Војводине, Демократски савез Хрвата у Војводини, Војвођанска партија, Црногорска партија, Заједно за Војводину, Демократски блок).
6. За Краљевину Србију - За српско војводство (Покрет обнове Краљевине Србије, Монархистички фронт).
7. МЕТЛА 2020 (Демократска странка Србије, Војни синдикат Србије).
8. Чедомир Јовановић – Коалиција за мир (Либерално демократска партија, Толеранција Србије, Бошњачка грађанска странка, Странка Црногораца, Либерално демократски покрет Војводине, Влашка народна странка, Удружење Југословена у Србији, Акциона мрежа асоцијација и ромских организација, Удружење грађана Румуни Хомоља).
9. Академик Муамер Зукорлић – Само право – Странка правде и помирења (СПП) – Демократска партија Македонаца (ДПМ)

## Резултати
| Изборна листа             | Изборна листа                                    | Гласова | %     | Мандата | +/– |
| ------------------------- | ------------------------------------------------ | ------- | ----- | ------- | --- |
|                           | За нашу децу (СНС−ПУПС−СДПС−ПС−СПО−СНП−ПСС)      |         | 61,58 | 76      |     |
|                           | Социјалистичка партија Србије–Јединствена Србија |         | 11,18 | 13      |     |
|                           | Савез војвођанских Мађара                        |         | 9,29  | 11      |     |
|                           | Војвођански фронт (ЛСВ−ДСХВ−ВП−ЦП−ЗзВ−ДБ)        |         | 5,12  | 6       |     |
|                           | Метла 2020                                       |         | 4,38  | 5       |     |
|                           | За Краљевину Србију                              |         | 4,21  | 5       |     |
|                           | Српска радикална странка                         |         | 3,27  | 4       |     |
|                           | Коалиција за мир                                 |         | 0,58  |         |     |
|                           | Само право (СПП–ДПМ)                             |         | 0,38  |         |     |
| Неважећи гласачки листићи | Неважећи гласачки листићи                        |         | –     | –       | –   |
| Укупно                    | Укупно                                           |         | 100   | 120     | 0   |
| Излазност                 | Излазност                                        |         | 50,28 | –       | –   |